# Архангельский троллейбус
Архангельский троллейбус — закрытая троллейбусная система города Архангельска, работавшая с 1974 по 2008 год (с перерывом в сентябре 2006-ноябре 2007 года).

## История
Троллейбусное движение в Архангельске было открыто 14 октября 1974 года, был открыт маршрут № 1 от Железнодорожного вокзала до Предмостной площади по улицам Воскресенской (тогда — улица Энгельса), Тимме и Гагарина.
В 1976 году появилась троллейбусная линия до магазина «Богатырь» (перекрёсток улицы Воскресенской и проспекта Обводный канал), в том же году эта линия была продлена до Главпочтамта. Заработали маршруты № 2 и 3.
В 1979 году была построена линия от Петровского парка до Морского-речного вокзала, по которой пошли машины 2 маршрута, позднее они пошли до улицы Смольный Буян.
В 1982 году был разработан проект по строительству линий в Соломбале и Майской горке. Тогда же началось его выполнение — контактная сеть появилась на улицах Советская, Терёхина и Адмирала Кузнецова. Маршрут № 1 был продлён в Соломбалу. В 1983 году была построена линия на проспекте Обводный канал и Московском проспекте до улицы Павла Усова. Были введены маршруты № 4 «Железнодорожный вокзал — Петровский парк» и № 5 «Улица Усть-Двинская — улица Павла Усова».
В апреле 1986 года заработал маршрут № 6 от Железнодорожного вокзала в Майскую горку.
В начале 1985 года строится троллейбусная линия по Маймаксанскому шоссе до Гидролизного завода, по которой пошёл маршрут № 1, а после, в 1986 году, «единица» была продлена по улицам Победы и Капитана Хромцова до порта Экономия.
В 1991 году вводится маршрут № 5-А «Железнодорожный вокзал — улица Усть-Двинская» по проспекту Обводный канал, а в 1992 году продлевается линия по Московскому проспекту, и маршруты 5 и 6 продлеваются до улицы Прокопия Галушина.
Распад СССР негативно повлиял на развитие троллейбуса в Архангельске, в результате чего началось сокращение сети. В 1994 году были закрыты маршруты № 2 (из-за убыточности) и 5-А, после чего по пути маршрута № 2 на участке «площадь Профсоюзов — улица Смольный Буян» контактная сеть была снята. Троллейбус должен был дойти до аэропорта и в район Варавино-Фактория, но эти линии так и не были построены.
В 1995 году отменён маршрут № 4, и также № 6. Оба маршрута в последующие годы неоднократно возрождались и отменялись, маршрут № 6 работал также в 2005—2006 годах.
В 1998 году вводится маршрут № 1к, соединяющий Железнодорожный вокзал и Гидролизный завод. Летом того же года начался ремонт Обводного канала, вследствие чего маршрут № 5 был отменён, а в качестве компенсации маршрут № 3 был продлён до улицы Усть-Двинской. Осенью «пятёрка» вернулась на улицы города, но «тройка» так и осталась длинной, пока весной 2001 года часть машин, работающих на маршруте № 3, не стала снова оборачиваться на Предмостной площади (под номером 3к), а в 2002 году длинная «тройка» была закрыта и маршрут 3к стал просто 3.
В 2002 году из-за порчи полотна на Кузнечевском мосту было прекращено трамвайное и троллейбусное движение в Соломбалу. Трамвайный маршрут № 1 и троллейбусный № 5 были укорочены до Предмостной площади. А до этого, 1 февраля 2002 года, были отменены троллейбусные маршруты № 1 и 1к, после чего была демонтирована контактная сеть от улицы Усть-Двинской до порта Экономия. В 2003 году на 2 месяца в качестве эксперимента был введён маршрут № 7 от Петровского парка до улицы Галушина, но эксперимент был признан неудачным.
С началом очередного ремонта Обводного канала в 2006 году было парализовано движение маршрута № 5, в результате машины пятого маршрута пошли по трассе маршрута № 5-А до Железнодорожного вокзала.
1 октября 2006 года из-за финансовых трудностей троллейбусное движение в Архангельске прекратилось.
1 декабря 2007 года троллейбусы снова вышли на архангельские улицы. Движение осуществлялось по маршруту № 3у от Предмостной площади до магазина «Богатырь», а с 25 декабря уже до Петровского парка.
11 апреля 2008 года стало последним днём работы троллейбусов в Архангельске. Из-за строительных работ в этот день были сильно повреждены кабели тяговой подстанциий, и единственный маршрут № 3 остановлен. В последующий период восстановление движения так и и не произошло, троллейбусы до 2002 года выпуска были распилены на металлолом. Оставшиеся более новые 12 троллейбусов ВЗТМ-5280 после некоторого простоя вывезены в Нижний Новгород.

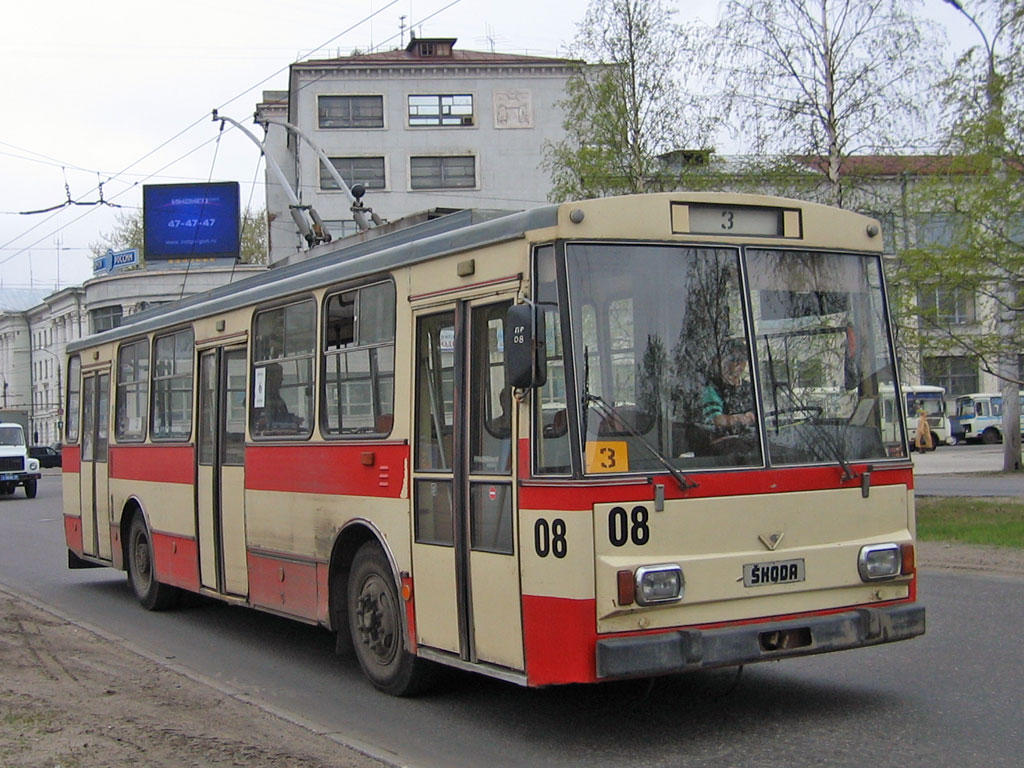
Škoda 14Tr на Воскресенской улице

## События после закрытия движения
С начала 2010 года периодически публиковалась информация о планах восстановления троллейбуса. По этому вопросу в администрации области состоялось заседание специальной рабочей группы, на котором рассматривались варианты будущих троллейбусных маршрутов с учётом возможностей восстановить контактную сеть и на основе уточнения прогнозных пассажирских потоков. Затраты на восстановление контактной сети и подстанций оценивались в 187 млн руб. (в ценах 2010 года), приобретение троллейбусов — 35 млн руб., дополнительно также требовался ремонт ряда дорог. План получил отрицательный отзыв областного Собрания депутатов, так как средств на его реализацию в бюджете перераспределить не удалось.
Некоторое время обсуждался также вариант софинансирования федерального и городского бюджетов приобретения 5 троллейбусов, а восстановление контактной сети в рамках часто-государственного партнерства с привлечением инвестиций коммерческих компаний.
Все эти инициативы реализовать не удалось.
В конечном итоге вся инфраструктура троллейбусов была демонтирована с улиц Архангельска.
В 2008—2009 году производственный корпус троллейбусного депо полностью снесён, а территория расчищена под застройку. На ней в 2012—2019 годах возведён и открыт торговый центр.

## Подвижной состав

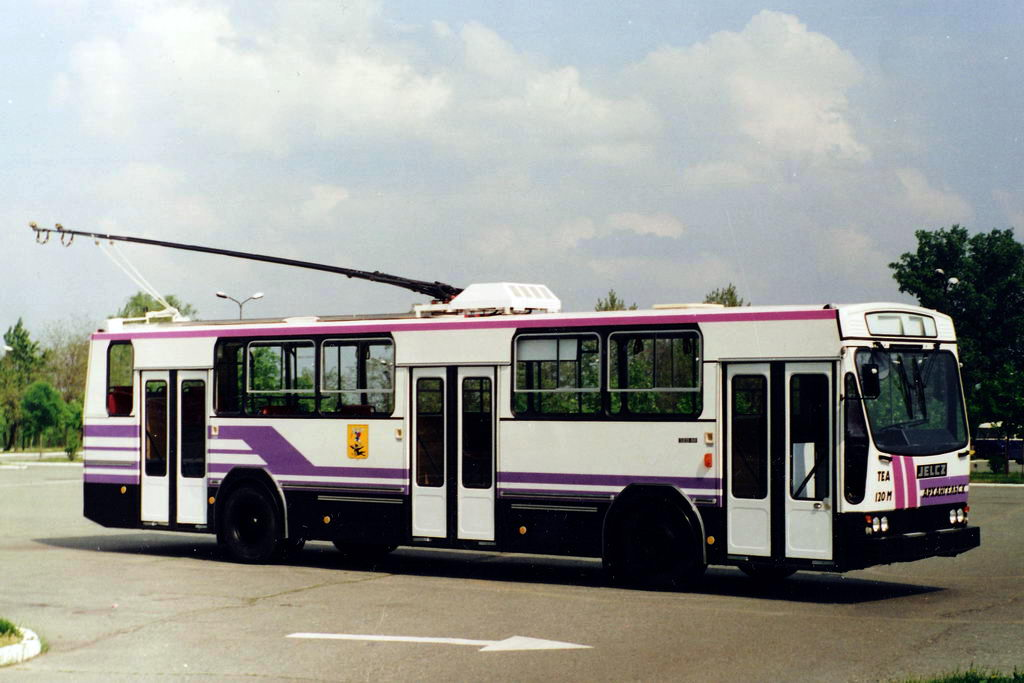
Jelcz(собственного произ-ва на выставке в Польше

ЗиУ-682, ВМЗ-100, ВМЗ-170, Škoda 14Tr, ВЗТМ-5280, Nordtroll (местного производства), КТГ.

## Маршруты

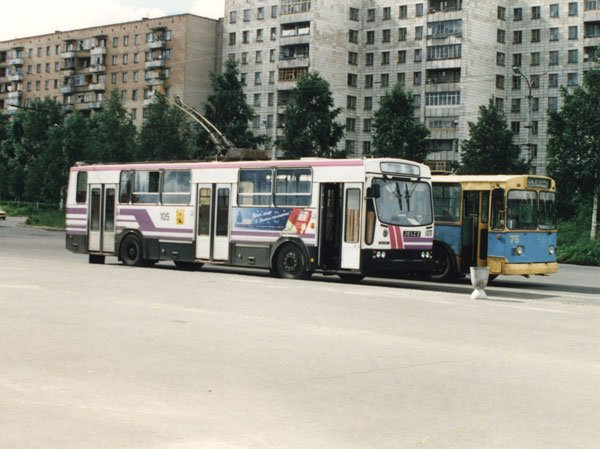
Jelcz и ЗиУ-682

| № маршрута | Начало маршрута        | Конец маршрута         | Улицы | Примечания                                                                                             |
| ---------- | ---------------------- | ---------------------- | --- | --- |
| 1          | Железнодорожный вокзал | Порт Экономия          | Воскресенская, Тимме, Гагарина, Советская, Терёхина, Адмирала Кузнецова, Маймаксанское шоссе, Победы, Капитана Хромцова | контактная сеть снята летом 2002 года                                                                  |
| 1к         | Железнодорожный вокзал | Гидролизный завод      | Воскресенская, Тимме, Гагарина, Советская, Терёхина, Адмирала Кузнецова, Маймаксанское шоссе                            | контактная сеть снята летом 2002 года                                                                  |
| 2          | Железнодорожный вокзал | Улица Смольный Буян    | Воскресенская, наб. Северной Двины                                                                                      | |
| 3          | Предмостная площадь    | Петровский парк        | Гагарина, Тимме, Воскресенская                                                                                          | действовал до 2006 года и с 25.12.2007 по 11.04.2008; с лета 1998 по 2002 ходил до Усть-Двинской улицы |
| 3у         | Предмостная площадь    | магазин «Богатырь»     | Гагарина, Тимме, Воскресенская; обратно просп. Обводный Канал, Гагарина                                                 | временный, действовал с 1 по 24 декабря 2007                                                           |
| 4          | Железнодорожный вокзал | Петровский парк        | Воскресенская | |
| 5          | Усть-Двинская ул.      | Ул. Галушина           | Адмирала Кузнецова, Терёхина, Советская, Гагарина, просп. Обводный Канал, Московский просп.                             | |
| 5-А        | Усть-Двинская ул.      | Железнодорожный вокзал | Адмирала Кузнецова, Терёхина, Советская, Гагарина, просп. Обводный Канал, Воскресенская                                 | действовал в 1991—1994 и в 2006                                                                        |
| 6          | Железнодорожный вокзал | Ул. Галушина           | Воскресенская, просп. Обводный Канал, Московский просп.                                                                 | |
| 7          | Петровский парк        | Ул. Галушина           | Воскресенская, просп. Обводный Канал, Московский просп.                                                                 | экспериментальный, работал 2 месяца                                                                    |